# Hervé Le Cléac’h
Hervé Marie Le Cléac’h SSCC (* 11. März 1915 in Dinéault, Bretagne, Frankreich; † 14. August 2012 in Papeete, Französisch-Polynesien) war Bischof von Taiohae o Tefenuaenata.

## Leben
Hervé Le Cléac’h trat der Ordensgemeinschaft der Arnsteiner Patres bei und empfing die Priesterweihe am 18. Dezember 1943. Er ging anschließend in die Mission. 1970 wurde er Apostolischer Administrator des Bistums Taiohae in Nuku Hiva.
1973 wurde er von Papst Paul VI. zum Bischof von Taiohae auf der Insel Nuku Hiva der Marquesas ernannt. Die Bischofsweihe spendete ihm am 24. Juni 1973 der Erzbischof von Papeete, Michel-Gaspard Coppenrath; Mitkonsekratoren waren Pierre-Paul-Émile Martin SM, Erzbischof von Nouméa, und Laurent Fuahea, Bischof von Wallis und Futuna. Während seiner Amtszeit wurde das Bistum Taihoe umfirmiert zum Bistum Taiohae o Tefenuaenata. Am 31. Mai 1985 wurde ihm Guy Chevalier als Koadjutor zur Seite gestellt. Seinem Rücktrittsgesuch wurde 1989 durch Johannes Paul II. stattgegeben.
Hervé-Maria Le Cléac’h entwarf 1984 die (inoffizielle) Flagge der Marquesas-Inseln;  offiziell muss die Flagge Französisch-Polynesiens oder die französische Trikolore verwendet werden. Er engagierte sich für die Kultur und Sprache der Marquesas; er übersetzte Psalmen und liturgische Texte in die indigene Sprache. Er engagierte sich maßgeblich für Terre des Hommes und wurde von den Einheimischen „Teikimeiteaki a Punatete“ („Fürst des Himmels“) genannt.